# Demian Mnohohrichny
Demian Mnohohrichny (en ukrainien : Дем'ян Многогрішний, en russe : Демьян Игнатьевич Многогрешный), né en 1621 à Korop et mort en 1703 à Selenguinsk, est un hetman des cosaques d'Ukraine, militaire de la nation ukrainienne.

## Biographie
Il est le fils de Hnat Mnohohrichny et avait Vassyl et Zinovy comme frères. Ses terres et celles de son frère Vassyl furent confisquées par le roi Jean II Casimir Vasa pour leur soutien au tzar Alexis Ier. Il fut élu hetman de la rive gauche 1669 à 1672. Il fut voïvode de Bouriatie de 1691 à 1694 après la signature du traité de Nertchinsk. En 1701 il entrait comme moine en la cathédrale de Selenguinsk, c'est la dernière mention de son nom.

## Postérité et iconographie
Le monument de Batourine Prière pour l'Ukraine.